# إستراديول (دواء)
الإستراديول (إي 2) هو دواء وهرمون ستيرويدي يُنتج بشكل طبيعي، وهو مركب إستروجيني يستخدم بشكل رئيسي في العلاج باستخدام الهرمونات البديلة وعلاج قصور الغدد التناسلية لدى النساء. كما أنه يستخدم في وسائل تحديد النسل الهرمونية للنساء، في العلاج الهرموني للنساء المتحولات جنسيًا، وفي علاج السرطانات الحساسة للهرمونات مثل سرطان البروستاتا لدى الرجال وسرطان الثدي لدى النساء، من بين استخدامات أخرى. يمكن أخذ الإستراديول عن طريق الفم، أو إعطائه تحت اللسان، أو على شكل هلام أو لصاقة تطبق على الجلد، أو من خلال المهبل، أو عن طريق الحقن في العضلات أو في النسيج الدهني، أو من خلال استخدام غرسة توضع في النسيج الدهني، من بين طرق أخرى.
تشمل الآثار الجانبية للإستراديول لدى النساء ألم وتضخم في الثدي وصداع واستقساء وغثيان وغير ذلك. قد يعاني الرجال والأطفال الذين يتعرضون للإستراديول من أعراض التأنيث، مثل تطورالثدي وتوزيع الدهون النسائية، وقد يعاني الرجال أيضًا من قصور الغدد التناسلية والعقم. قد يزيد الإستراديول من خطر فرط تنسج بطانة الرحم وسرطان بطانة الرحم لدى النساء ذوات الرحم السليم إذا لم يؤخذ إلى جانب مركب بروجستيوجيني مثل البروجستيرون. قد يؤدي الجمع بين الإستراديول والبروجيستون، وإن لم يكن مع البروجستيرون الفموي، إلى زيادة خطر الإصابة بسرطان الثدي. من بين مضادات استطبابه، لا ينبغي استخدام الإستراديول لدى النساء الحوامل أو المرضعات أو المصابات بسرطان الثدي.
الإستراديول مطابق حيوي لهرمون الإستروجيني يُنتج بشكل طبيعي، أو ناهض لمستقبلات الإستروجين، وهو مستهدف حيوي للإستروجين مثل الإستراديول داخلي التنشؤ. بسبب نشاطه الإستروجينيي، فإن الإستراديول يمتلك تأثيرات مضادة لموجهة الغدد التناسلية ويمكنه تثبيط الخصوبة ومنع إنتاج الهرمونات التناسلية لدى كل من النساء والرجال. يختلف الإستراديول عن المركبات غير المطابقة حيويا للإستروجين مثل البريمارين والإثينيل إستراديول بنواحي مختلفة، مع ما يترتب على ذلك من آثار على التحمل والسلامة الدوائية.
اكتُشف الإستراديول في عام 1933. وأصبح متوفرًا على شكل دواء في نفس العام، على شكل حقن عرفت باسم بنزوات الإستراديول. أُدخلت الأشكال التي كانت أكثر فعالية عن طريق الإعطاء الفموي، مثل إستراديول فاليرات ومسحوق الإستراديول، في الستينيات والسبعينيات وازادت شعبية أخذه بهذه الطريقة. يستخدم الإستراديول أيضًا مثل بقية الأدوية الأولية، مثل سيبيونات الإستراديول. تُستخدم الإستروجينيات ذات الصلة مثل الإيثنيل إستراديول، وهو أشيع الإستروجينيات استخدامًا في حبوب منع الحمل المركبة، والإستروجينيات المقترنة (الاسم التجاري بريمارين)، والتي تستخدم في العلاج باستخدام الهرمونات البديلة، وتُستخد كأدوية أيضًا. في عام 2017، كان الدواء رقم 61 بين الأدوية  الأكثر شيوعًا في الولايات المتحدة، بوجودده ضمن أكثر من اثني عشر مليون وصفة طبية.

## الاستخدامات الطبية

### العلاج الهرموني

#### سن اليأس
يُستخدم الإستراديول في العلاج باستخدام الهرمونات البديلة لمنع وعلاج أعراض سن اليأس المتوسطة إلى الشديدة مثل هبات الحرارة، وجفاف المهبل وضموره، وهشاشة العظام (فقدان العظام). نظرًا لأن العلاج بالإستروجين غير المستقر (باستخدام الإستروجين وحده بدون البروجسترون) يزيد من خطر الإصابة بفرط تنسج بطانة الرحم وسرطان بطانة الرحم لدى النساء ذوات الأرحام السليمة، يتم عادةً دمج الإستراديول مع بروجيستوجين مثل البروجسترون أو أسيتات ميدروكسي بروجستيرون لمنع تأثيرات الإستراديول على بطانة الرحم. لايكون هذا الإجراء ضروريًا في حال خضعت المرأة لعملية استئصال الرحم (الاستئصال الجراحي للرحم). وجد التحليل التلوي لعام 2017 أن الإستراديول لم يكن له تأثير على أعراض الاكتئاب لدى النساء حول فترة سن اليأس وبعدها.